# 대한민국 특허청
특허청(特許廳)은 특허·실용신안·디자인 및 상표에 관한 사무와 이에 대한 심사·심판사무를 관장하는 대한민국의 중앙행정기관이다. 청장은 차관급 정무직공무원으로, 차장은 고위공무원단 가등급에 속하는 일반직공무원으로 보한다.

## 소관 사무
- 특허·실용신안·디자인 및 상표에 관한 사무와 이에 대한 심사·심판
- 변리사에 관한 사무

## 연혁
- 1949년 5월 23일: 상공부의 외국으로 특허국을 설치.[4]
- 1977년 3월 12일: 특허청으로 개편.[5]
- 1993년 3월 6일: 상공자원부의 외청으로 소속 변경.[6]
- 1994년 12월 23일: 통상산업부의 외청으로 소속 변경.[7]
- 1998년 2월 28일: 산업자원부의 외청으로 소속 변경.[8]
- 2006년 5월 1일: 책임운영기관으로 지정.[9]
- 2008년 2월 29일: 지식경제부의 외청으로 소속 변경.[10]
- 2013년 3월 23일: 산업통상자원부의 외청으로 소속 변경.[11]

### 역대 로고

1998년부터 2016년까지 사용된 특허청 로고

## 조직
| 국·단              | 담당관실·과 |
| 청장 산하 하부조직 | 청장 산하 하부조직 |
| ------------------ | --- |
|                    | 대변인실 |
| 차장 산하 하부조직 | |
| 기획조정관실       | 기획재정담당관실ㆍ혁신행정담당관실ㆍ규제개혁법무담당관실 |
|                    | 감사담당관실ㆍ심사품질담당관실ㆍ운영지원과 |
| 산업재산정책국     | 산업재산정책과ㆍ산업재산활용과ㆍ산업재산인력과ㆍ지역산업재산과ㆍ산업재산창출전략팀ㆍ아이디어경제혁신팀                                                             |
| 산업재산보호협력국 | 산업재산보호정책과ㆍ산업재산분쟁대응과ㆍ기술디자인특별사법경찰과ㆍ상표특별사법경찰과ㆍ국제협력과ㆍ산업재산통상협력팀ㆍ부정경쟁조사팀                               |
| 산업재산정보국     | 산업재산정보정책과ㆍ산업재산정보시스템과ㆍ산업재산데이터관리과ㆍ산업재산출원과ㆍ산업재산등록과ㆍ산업재산국제출원과                                                 |
| 상표디자인심사국   | 상표심사정책과ㆍ디자인심사정책과ㆍ생활용품상표심사과ㆍ화학식품상표심사과ㆍ서비스상표심사과ㆍ기계전자상표심사팀ㆍ국제상표심사팀ㆍ생활디자인심사과ㆍ산업디자인심사팀 |
| 특허심사기획국     | 특허심사총괄과ㆍ특허제도과ㆍ생활용품심사과ㆍ식품생물자원심사과ㆍ주거기반심사과ㆍ가전제품심사과ㆍ국제특허출원심사1팀ㆍ국제특허출원심사2팀                           |
| 디지털융합심사국   | 인공지능빅데이터심사과ㆍ사물인터넷심사과ㆍ바이오헬스케어심사과ㆍ지능형로봇심사과ㆍ자율주행심사팀ㆍ스마트제조심사팀                                                 |
| 전기통신심사국     | 전기심사과ㆍ컴퓨터심사과ㆍ통신심사과ㆍ전자상거래심사과ㆍ방송미디어심사팀                                                                                           |
| 화학생명심사국     | 유기화학심사과ㆍ약품화학심사과ㆍ기초재료화학심사과ㆍ차세대에너지심사과ㆍ고분자섬유심사과ㆍ의료기술심사과ㆍ환경기술심사팀                                           |
| 기계금속심사국     | 일반기계심사과ㆍ제어기계심사과ㆍ건설기술심사과ㆍ자동차심사과ㆍ동력기술심사과ㆍ운송기계심사과ㆍ계측기술심사팀ㆍ재료금속심사팀                                       |
| 반도체심사추진단   | 반도체제조공정심사과ㆍ반도체설계심사과ㆍ디스플레이심사과ㆍ반도체소재심사팀ㆍ반도체조립공정심사팀ㆍ반도체제조장비심사팀                                             |

### 소속기관
- 청장의 관장 사무를 지원하는 기관
  - 특허심판원, 국제지식재산연수원
- 청장의 소관 사무를 분장하는 기관
  - 특허청서울사무소

## 정원
특허청에 두는 공무원의 정원은 다음과 같다.
| 총계      | 총계                   | 1,607명 |
| --------- | ---------------------- | ------- |
| 정무직 계 | 정무직 계              | 1명     |
|           | 청장                   | 1명     |
|           |                        |         |
| 별정직 계 | 별정직 계              | 1명     |
|           | 6급 상당 이하          | 1명     |
|           |                        |         |
| 일반직 계 | 일반직 계              | 1,605명 |
|           | 고위공무원단           | 12명    |
|           | 3급 이하 또는 5급 이상 | 1,027명 |
|           | 6급 이하               | 562명   |
|           | 전문경력관             | 4명     |

## 재정
총수입·총지출 기준 2023년 재정 규모는 다음과 같다.
| 구분                 | 세입예산         | 작년 대비 증감 |
| -------------------- | ---------------- | -------------- |
| 책임운영기관특별회계 | 6293억 9800만 원 | +5.9%          |
|                      |                  |                |
| 합계                 | 6293억 9800만 원 | +5.9%          |

| 구분                 | 구분                 | 세출예산         | 작년 대비 증감 |
| -------------------- | -------------------- | ---------------- | -------------- |
| 책임운영기관특별회계 | 책임운영기관특별회계 | 5388억 3800만 원 | -1.57%         |
|                      | 산업·중소기업일반    | 1832억 3400만 원 | +2.01%         |
|                      | 지식재산일반         | 3556억 400만 원  | -3.32%         |
|                      |                      |                  |                |
| 합계                 | 합계                 | 5388억 3800만 원 | -1.57%         |

## 간행물
- 〈지식재산 통계연보〉- 한 해 동안의 특허·실용신안·상표·디자인 등 산업재산 출원 및 등록 현황을 종합적으로 분석한 자료로, 매년 전년도 분석 자료를 공개하고 있다.[12]

## 같이 보기
- 특허청장
- 특허청 차장

### 내용주
1. 1 2 3  개방형 직위.
2. 1 2 3 4 5 6 7 8 9 10 11 12 13  2023년 9월 8일까지 존속하는 한시조직.
3. ↑  2025년 7월 13일까지 존속하는 한시조직.
4. ↑  2024년 7월 27일까지 존속하는 한시조직.
5. 1 2 3 4  2024년 12월 31일까지 존속하는 한시조직.

### 참조주
1. 1 2  「특허청과 그 소속기관 직제」 별표 1
2. 1 2  기획재정부. “열린재정 > 재정연구분석 > 재정분석통계 > 예산편성현황(총수입)”. 《열린재정》. 2023년 1월 19일에 확인함.
3. 1 2  기획재정부. “열린재정 > 재정연구분석 > 재정분석통계 > 세목 예산편성현황(총지출)”. 《열린재정》. 2023년 1월 19일에 확인함.
4. ↑  대통령령 제119호
5. ↑  법률 제2957호
6. ↑  법률 제4541호
7. ↑  법률 제4831호
8. ↑  법률 제5529호
9. ↑  대통령령 제19462호
10. ↑  법률 제8852호
11. ↑  법률 제11690호
12. ↑  “특허청 '지식재산 통계연보' 발간…소상공인 통계 첫 수록”. 《뉴스1》. 2025년 7월 31일.